# 今出川実順
今出川 実順（いまでがわ さねあや）は、江戸時代後期から末期にかけての公卿。号は菊亭。

## 経歴
天保7年（1836年）に叙爵して以降、清華家当主として速いスピードで昇進し、侍従・左近衛権少将を経て、嘉永2年（1849年）には従三位・右近衛権中将となり、公卿に列する。安政5年（1858年）幕府が朝廷に求めた日米修好通商条約への勅許を出すことに反対して廷臣八十八卿として列参に加わる。そのため同年始まった井伊直弼による大規模な政治弾圧「安政の大獄」に連座した。
安政6年（1859年）に権中納言となる。実順の死後、養子の今出川脩季は「菊亭」と家名を改めた。明治17年（1884年）に清華家であることから侯爵に叙せられている。

## 系譜
- 父：今出川公久
- 母：不詳
- 妻：鷹司美津子（関白鷹司政通の娘）
  - 養子：菊亭脩季（実父は関白鷹司輔煕で、美津子の甥）